# IC 906
IC 906 ist eine Spiralgalaxie vom Hubble-Typ Sc im Sternbild Bärenhüter am Nordsternhimmel, die schätzungsweise 428 Millionen Lichtjahre von der Milchstraße entfernt ist.
Im selben Himmelsareal befinden sich u. a. die Galaxien IC 905, IC 910, IC 911, IC 912.
Das Objekt wurde am 16. Juni 1892 vom französischen Astronomen Stéphane Javelle entdeckt.